# Karolinka
Karolinka (Aix sponsa) – gatunek średniej wielkości ptaka wodnego z rodziny kaczkowatych (Anatidae). Nie wyróżnia się podgatunków.

## Występowanie
Zamieszkuje Amerykę Północną między 30°N a 50°N, czyli oprócz jej północnych części. Populacje z wyższych szerokości geograficznych wędrują od października do grudnia na południe – Floryda, Meksyk, Kuba, podczas gdy ptaki strefy umiarkowanej przez cały rok pozostają na lęgowiskach. W Europie coraz częściej lęgnie się też na wolności, choć rzadziej niż mandarynka. W Szwajcarii zaobserwowano lęg na wysokości 1730 m.
W Polsce uciekinierki z niewoli, obserwowane w Białymstoku, Kielcach i w wielu innych miejscach kraju. Małe populacje lęgowe jakie występują w Europie Środkowej nie są stabilne i mogą lokalnie zanikać np. w wyniku ataku drapieżnika.

## Charakterystyka

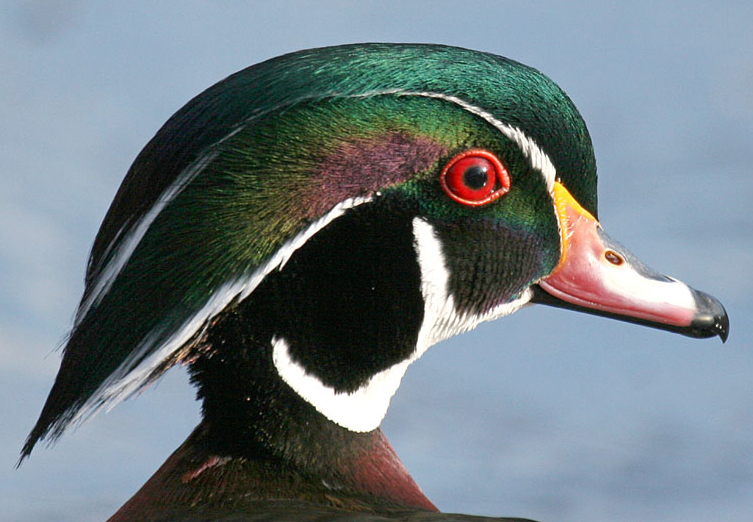
Samiec karolinki z bliska

### Cechy gatunku
Samiec ma wierzch głowy i czub ciemnozielony z metalicznym połyskiem oraz dwiema białymi pręgami odchodzącymi na boki szyi, dolna część głowy i otoczenie oka niebieskopurpurowe, broda, policzki i gardziel białe, pierś kasztanowopurpurowa w białe cętki, wierzch ciała brązowo-zielono-błękitny, boki płowożółte o drobnym, pionowym pręgowaniu, a ogon z częścią grzbietu czarne. Oczy u samca są czerwone. Z pozostałymi blaszkodziobymi najbardziej łączy go typowy kształt dzioba, ale pod względem eleganckiego upierzenia o jaskrawych barwach różni się od nich znacznie. Samica brązowa z domieszką żywszych kolorów jak u samca, jej wdzięk też nie jest typowy w porównaniu z resztą kaczek omawianego rzędu. W szacie spoczynkowej samce i samice są podobne do mandarynki. Są jednak od niej ciemniejsze, a samiec połyskuje nieco na zielono. Oprócz tego wokół oczu karolinki są szersze białe plamy, nie tak bardzo pociągnięte do tyłu. U samicy plamy na bokach ciała nie są tak wyraźne. Kaczor zmienia upierzenie na godowe we wrześniu. 
Karolinka jest mniejsza od mandarynki, choć przyjmuje podobną postawę. 

### Wymiary średnie
dł. ciała ok. 45–48 cm
rozpiętość skrzydeł 66–72 cm
masa ciała 0,5–0,7 kg.

## Biotop

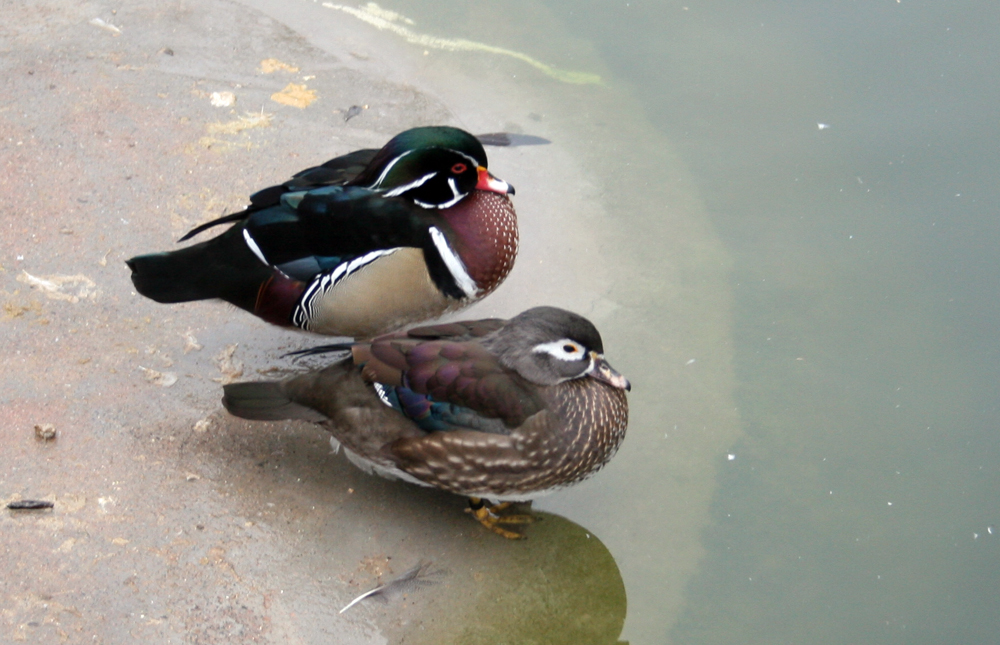
Para karolinek we Francji

Stojące zbiorniki słodkowodne na terenach leśnych z dala od siedzib ludzkich, leśne stawy, strumyki, rozlewiska, wolno płynące cieki i zadrzewione bagna. Jako ptak wodny jest odporna na zimno, ale zimą potrzebuje do życia niezamarzających otwartych akwenów, gdzie może odpocząć i żerować. Jak tylko zbiorniki zaczynają zamarzać, odlatuje w bardziej południowe strony. Karolinka, podobnie jak i azjatycka mandarynka, jest gatunkiem hodowanym powszechnie w ogrodach zoologicznych. Coraz częściej pojawia się na prywatnych farmach jako ptak ozdobny. Osobniki, którym uda się uciec, zwykle mogą przetrwać w naszym klimacie zimą.

## Okres lęgowy

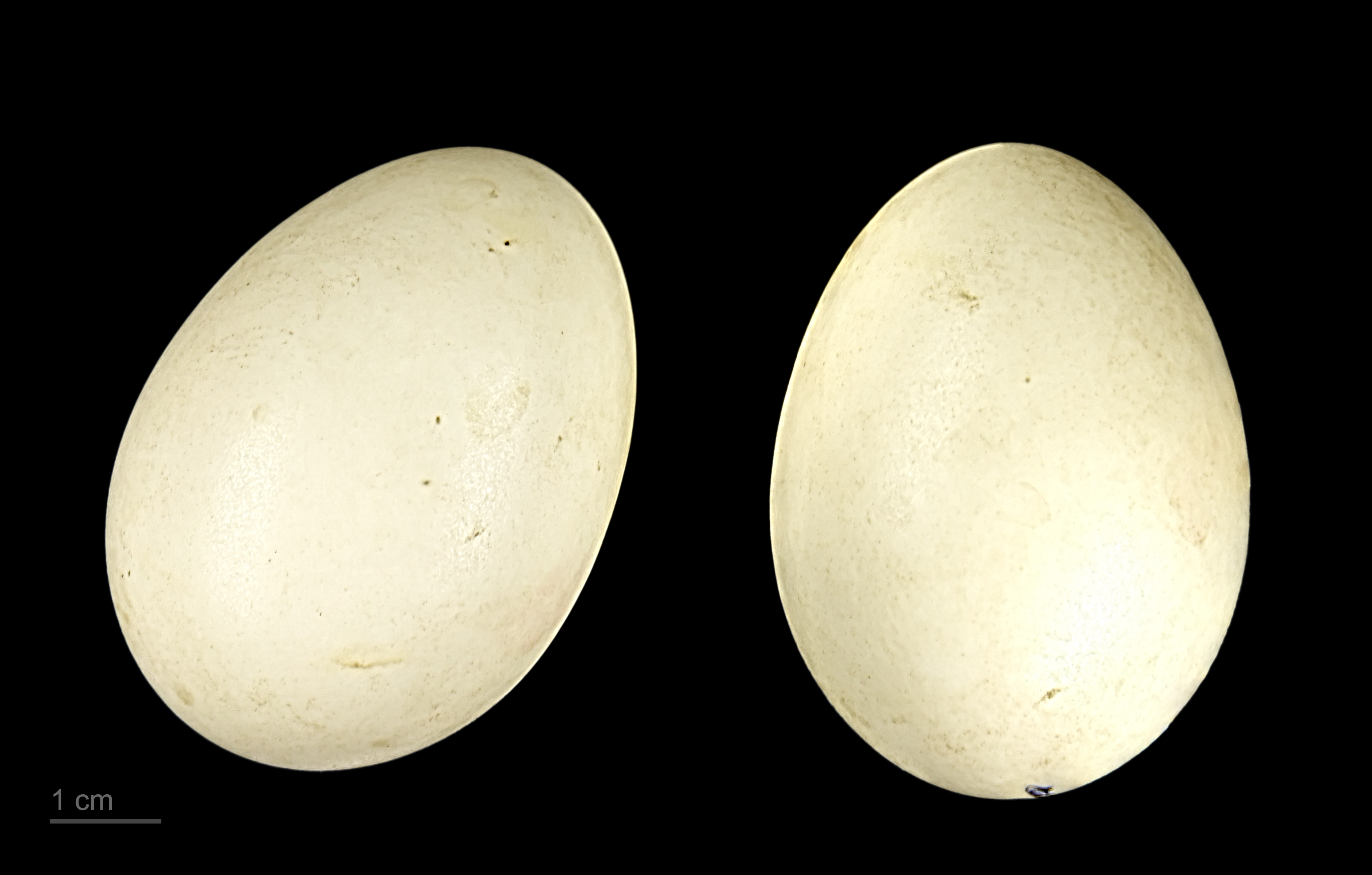
Jaja

### Toki
Samiec karolinki ubiega się o konkretną samicę dużo bardziej niż kaczory innych gatunków. Głównym zachowaniem godowym jest pływanie wokół wybranki i prezentacja barwnego upierzenia oraz eksponowanie szczególnie piór na głowie i ogonie, które mają charakter sygnalny. Robią to strosząc ogon i zwracając głowę, by samica mogła się jej przyjrzeć. Wydają przy tym charakterystyczne okrzyki, zbliżone dźwiękiem do skrzypienia, czasem zanurzając głowę. Kaczka akceptuje zaloty poprzez podpłynięcie i spokojne wypicie wody. Wtedy samiec unosi wysoko głowę i wydaje serię dźwięków, co zapoczątkowuje okres kojarzenia się w pary, w której jednak dominuje samica.

### Gniazdo
Znajduje się w dziupli do 20 m wysokości wydrążonej w dużym drzewie, często daleko od wody. Może zajmować budki lęgowe. Dana samica może wykorzystywać to samo miejsce lęgowe przez wiele lat.

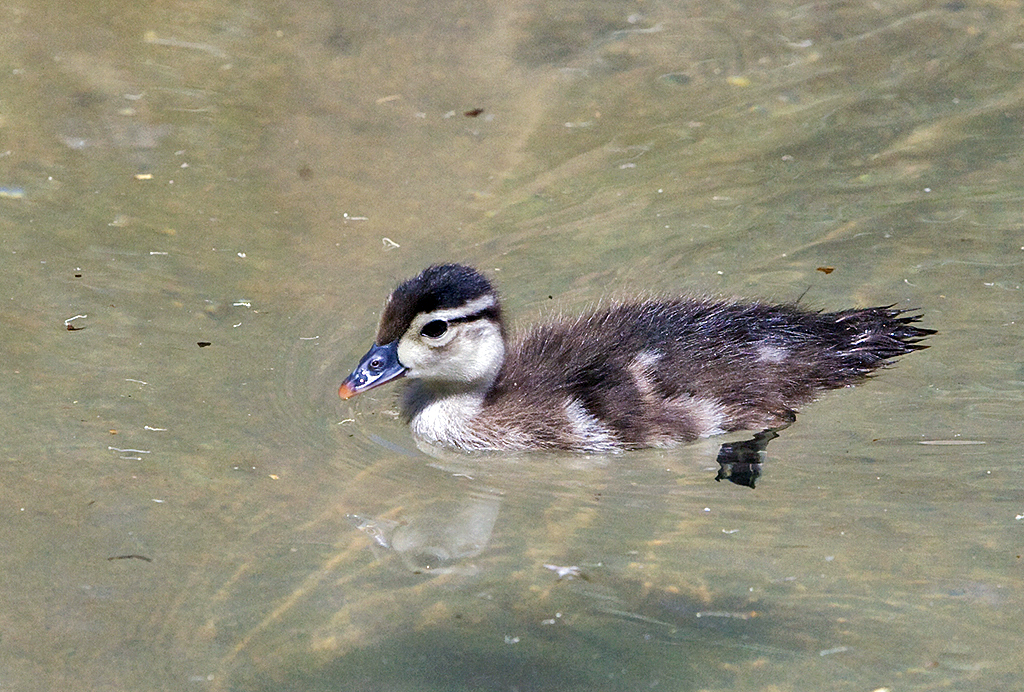
Pisklę

### Jaja
Samica składa 10 żółtawych jaj i wysiaduje je przez 25 dni.

### Dorastanie młodych
Po około dobie od wyklucia pisklęta wyskakują odważnie z wysokości kilku metrów na ziemię, po czym wraz z matką udają się nad wodę. Pisklęta jedzą głównie skorupiaki i owady. Kaczory natomiast ani nie pomagają w wysiadywaniu jaj, ani też nie wychowują młodych. W okresie lęgów gubią wszystkie lotki i nie mogąc latać prowadzą skryty tryb życia w przybrzeżnych szuwarach lub zaroślach. Młode natomiast są zdolne do lotu po 60 dniach.

## Pożywienie

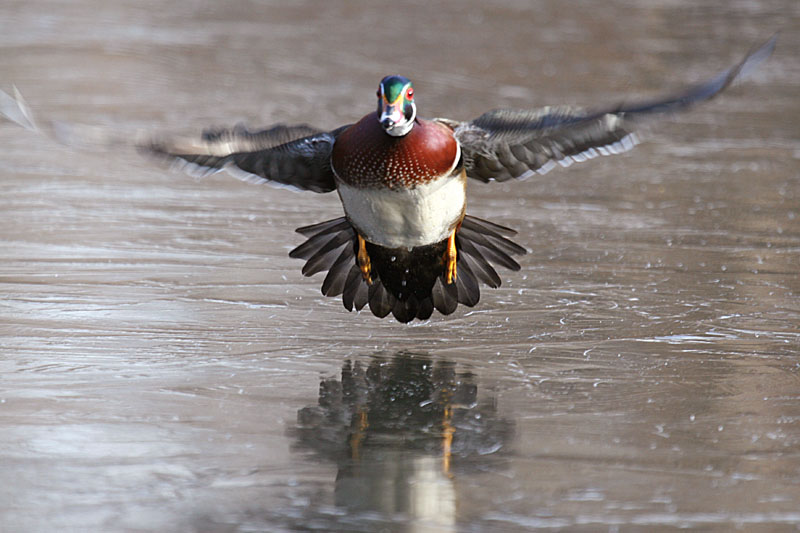
Samiec wzbijający się do lotu

Owoce drzew i krzewów (w tym jagody, orzechy, żołędzie i kasztany rozcierane w silnym mięśniowym żołądku). Uzupełnia je wodnymi bezkręgowcami, a tylko czasem zdarza się jej złapać drobną rybę lub płaza.
Podobnie jak i inne blaszkodziobe na brzegach dzioba mają charakterystyczne poprzeczne blaszki. Odmienność jego kształtu w porównaniu z innymi kaczkowatymi wynika z rodzaju pobieranego pokarmu. To właśnie od specyficznej czasem diety, określa się karolinki niekiedy „kaczkami żołędnymi”.

## Status i ochrona
IUCN uznaje karolinkę za gatunek najmniejszej troski (LC, Least Concern) nieprzerwanie od 1988.
Na początku XX w. groziła jej zagłada wskutek polowań dla mięsa i niszczenia zajmowanego biotopu, jednak dzięki całkowitej ochronie w latach 1918–1941 na terenie USA i Kanady jej populacje się odbudowały.
Na początku XX w. Oskar Heinroth próbował dokonać synurbanizacji karolinki w Berlinie. Pomimo że populacja szybko wzrosła po paru latach, to po 1930 r. wyginęła. Powodem były szczury, które pustoszyły lęgi w okresie rozrodczym.